# Blepharocalyx cruckshanksii
Blepharocalyx cruckshanksii (лат.) — вид цветковых растений из рода Blepharocalyx семейства Миртовые (Myrtaceae).
Произрастает в Аргентине и Чили. Растёт во влажных и болотистых местах низменностей леса, а также вблизи водотоков.
На арауканском языке местных индейцев мапуче растение называется Temu.

## Описание
Небольшое вечнозелёное дерево высотой до 15 м и диаметром ствола 50 см, кора гладкая красно-коричневого цвета. Плоды в виде ягод фиолетового цвета диаметром 7 мм.